# Valorisation des acquis de l'expérience
Pour les articles homonymes, voir VAE.
La valorisation des acquis de l'expérience (VAE) en Communauté française de Belgique est une procédure permettant aux adultes en reprise d'études (ARE) d'entamer des études universitaires en valorisant leurs expériences professionnelles, personnelles, ou autre. 
Il est important de ne pas confondre la VAE telle qu'elle se pratique en France. La VAE en France autorise la remise de diplôme sur base unique de l'expérience. En communauté française de Belgique, la VAE permet d'accéder aux études universitaires et non d'obtenir un diplôme sur base unique de l'expérience.

## Historique en Communauté française
De viron, 2008, mentionné ci-dessous en bibliographie, est la source principale de cette section.
Les pratiques de VAE sont issues de facultés universitaires. La Faculté ouverture de politique économique et sociale (FOPES) de l'UCL organise depuis 1974 l’admission sur base d’une reconnaissance de l’expérience et d’un examen d’entrée. La Faculté ouverte pour adultes (FOPA) lui a emboîté le pas en 1981.

## Cadre légal
La VAE dans les universités de Communauté française apparaît dans un décret de la Communauté française de 1994. Ce décret autorisait la reconnaissance d’expériences pour la dispense et l’admission à une quinzaine de programmes. 
Le décret du 31 mars 2004 dit « décret de Bologne », décret qui implémente le processus de Bologne en Communauté française, généralise la VAE à l’ensemble des diplômes universitaires ainsi qu’aux certificats, programmes portant des crédits ECTS mais ne délivrant pas de diplômes.

## Procédure VAE
Il existe deux formes de VAE. 

### VAE Admission
La VAE Admission permet à un adulte qui possède au minimum 1 année d'expériences jugées utiles par un jury ad hoc de s'inscrire directement à un Master, éventuellement à une année préparatoire au Master choisi, ou à un certificat. L'article 53 du décret du 31 mars 2004 de la Communauté française organise cette procédure. 

### VAE Dispense
Un ARE peut prétendre à des dispenses de cours sur base d'une reconnaissances de ses acquis de l'expérience. Toutefois, un minimum 60 crédits ECTS par année est imposé.

### Accompagnement
Les candidats potentiels à la VAE peuvent entamer leur démarche en prenant contact avec un conseiller VAE ou un relais VAE. Les conseillers/relais VAE ont pour fonction d'accompagner les candidats dans la procédure de VAE. Chacune des universités francophones de Belgique a ainsi développé un accueil propre à la VAE pour les candidats.
Concrètement, chaque candidat peut recevoir l'appui d'un conseiller VAE qui l'aidera à remplir le dossier de VAE. Cet accompagnement qui se décline en plusieurs rencontres et échanges de documents écrits, permet au candidat de rédiger un dossier où il peut faire l'adéquation entre ses propres compétences et savoirs acquis tout au long de sa vie et les exigences disciplinaires des matières enseignées du Master de son choix.